# 올림픽 펜싱 남자 메달리스트 목록
다음은 올림픽 펜싱의 메달리스트 목록이다.

## 메달 집계
| 순위 | 국가         | 금메달 | 은메달 | 동메달 | 합계 |
| ---- | ------------ | ------ | ------ | ------ | ---- |
| 1    | 그리스 (GRE) | 2      | 1      | 1      | 4    |
| 2    | 프랑스 (FRA) | 1      | 2      | 0      | 3    |
| 3    | 덴마크 (DEN) | 0      | 0      | 1      | 1    |
| 합계 | 합계         | 3      | 3      | 2      | 8    |

## 남자

### 에페 개인전
| 종목                       | 금                                  | 은                             | 동                                  |
| -------------------------- | ----------------------------------- | ------------------------------ | ----------------------------------- |
| 1900년 파리 자세히         | 라몬 폰스트 · 쿠바                  | 루이 페레 · 프랑스             | 레옹 세 · 프랑스                    |
| 1904년 세인트루이스 자세히 | 라몬 폰스트 · 쿠바                  | 찰스 타탐 · 쿠바               | 알베르트손 반 소 포스트 · 쿠바      |
| 1908년 런던 자세히         | 가스통 알리베르 · 프랑스            | 알렉상드르 리프망 · 프랑스     | 외젠 올리비에 · 프랑스              |
| 1912년 스톡홀름 자세히     | 파울 안스파흐 · 벨기에              | 이반 오시이에르 · 덴마크       | 필리프 르 아르디 · 벨기에           |
| 1920년 안트베르펀 자세히   | 아르망 마사르 · 프랑스              | 알렉상드르 리프망 · 프랑스     | 구스타브 부샤르 · 프랑스            |
| 1924년 파리 자세히         | 샤를 델포르트 · 벨기에              | 로제 뒤크레 · 프랑스           | 닐스 헬슈텐 · 스웨덴                |
| 1928년 암스테르담 자세히   | 뤼시앙 고댕 · 프랑스                | 조르주 부샤르 · 프랑스         | 조지 캘넌 · 미국                    |
| 1932 로스엔젤레스 자세히   | 잔카를로 코르나자-메디치 · 이탈리아 | 조르주 부샤르 · 프랑스         | 카를로 아고스토니 · 이탈리아        |
| 1936 베를린 자세히         | 프란코 리카르디 · 이탈리아          | 사베르오 란노 · 이탈리아       | 잔카를로 코르나자-메디치 · 이탈리아 |
| 1948 런던 자세히           | 루이지 칸토네 · 이탈리아            | 오스발트 차펠리 · 스위스       | 에도아르도 만자로티 · 이탈리아      |
| 1952 헬싱키 자세히         | 에도아르도 만자로티 · 이탈리아      | 다리오 만자로티 · 이탈리아     | 오스발트 차펠리 · 스위스            |
| 1956 멜버른 자세히         | 카를로 파베시 · 이탈리아            | 주세페 델피노 · 이탈리아       | 에도아르도 만자로티 · 이탈리아      |
| 1960 로마 자세히           | 주세페 델피노 · 이탈리아            | 알란 제이 · 영국               | 브루노 카바로프 · 소련              |
| 1964 도쿄 자세히           | 그레고리 크리스 · 소련              | 헨리 호스킨스 · 영국           | 구람 코스타바 · 소련                |
| 1968 멕시코시티 자세히     | 쿨사르 죄죄 · 헝가리                | 그리고리 크리스 · 소련         | 잔루이지 사카로 · 이탈리아          |
| 1972 뮌헨 자세히           | 패니배시 서버 · 헝가리              | 자크 라데갤르리 · 프랑스       | 쿨사르 죄죄 · 헝가리                |
| 1976 몬트리올 자세히       | 알렉산더 푸시 · 서독                | 한스-위어켄 헨 · 서독          | 쿨사르 죄죄 · 헝가리                |
| 1980 모스크바 자세히       | 요한 하만베리 · 스웨덴              | 콜소너이 애르뇌 · 헝가리       | 필리프 리부 · 프랑스                |
| 1984 로스엔젤레스 자세히   | 필리프 부아스 · 프랑스              | 볘어네 배괴 · 스웨덴           | 필리프 리부 · 프랑스                |
| 1988 서울 자세히           | 아언트 슈미트 · 서독                | 필리프 리부 · 프랑스           | 안드레이 초우발로프 · 소련          |
| 1992 바르셀로나 자세히     | 에릭 슈레츠키 · 프랑스              | 파벨 콜롭코프 · 연합           | 장-미셸 앙리 · 프랑스               |
| 1996 애틀랜타 자세히       | 알렉산드르 베케토프 · 러시아        | 이반 트레베호 · 쿠바           | 임래 게저 · 헝가리                  |
| 2000 시드니 자세히         | 파벨 콜롭코프 · 러시아              | 휴 오브리 · 프랑스             | 이상기 · 대한민국                   |
| 2004 아테네 자세히         | 마어셀 피셔 · 스위스                | 왕 레이 · 중화인민공화국       | 파벨 콜롭코프 · 러시아              |
| 2008 베이징 자세히         | 마테오 탈리아리올 · 이탈리아        | 파브리스 자네 · 프랑스         | 호세 루이스 아바호 · 스페인         |
| 2012 런던 자세히           | 루벤 리마르도 · 베네수엘라          | 바르토시 피아세츠키 · 노르웨이 | 정진선 · 대한민국                   |

### 플뢰레 개인전
| 종목                     | 금                            | 은                             | 동                                 |
| ------------------------ | ----------------------------- | ------------------------------ | ---------------------------------- |
| 1896 아테네 자세히       | 외젠 앙리 그라벨로트 · 프랑스 | 앙리 칼로 · 프랑스             | 페리클레스 P.M. · 그리스           |
| 1900 파리 자세히         | 에밀 코스트 · 프랑스          | 앙리 마송 · 프랑스             | 마르셀 자크 불렝저 · 프랑스        |
| 1900 파리 자세히         | 에밀 코스트 · 프랑스          | 앙리 마송 · 프랑스             | 마르셀 자크 불렝게 · 프랑스        |
| 1904 세인트루이스 자세히 | 라몬 폰스트 · 쿠바            | 알베르트손 반 소 포스트 · 쿠바 | 찰스 타탐 · 쿠바                   |
| 1908 런던                | 대회 프로그램에 포함되지 않음 | 대회 프로그램에 포함되지 않음  | 대회 프로그램에 포함되지 않음      |
| 1912 스톡홀름 자세히     | 네도 나디 · 이탈리아          | 피에트로 스페치알레 · 이탈리아 | 리하어트 페어데어베어 · 오스트리아 |
| 1920 안트베르펀 자세히   | 네도 나디 · 이탈리아          | 필리프 카티오 · 프랑스         | 로제 뒤크레 · 프랑스               |
| 1924 파리 자세히         | 로제 뒤크레 · 프랑스          | 필리프 카티오 · 프랑스         | 마우리스 판 담머 · 벨기에          |
| 1928 암스테르담 자세히   | 뤼시앙 고댕 · 프랑스          | 에어빈 카스미어 · 독일         | 줄료 가우디니 · 이탈리아           |
| 1932 로스엔젤레스 자세히 | 구스타보 마르치 · 이탈리아    | 조세프 레비스 · 미국           | 줄리오 가우디니 · 이탈리아         |
| 1936 베를린 자세히       | 줄리오 가우디니 · 이탈리아    | 에드와르 가르데르 · 프랑스     | 조르조 보키노 · 이탈리아           |
| 1948 런던 자세히         | 줘앙 뷔앙 · 프랑스            | 크리스티앙 도리올라 · 프랑스   | 머실러이 러요스 · 헝가리           |
| 1952 헬싱키 자세히       | 크리스티앙 도리올라 · 프랑스  | 에도아르도 만자로티 · 이탈리아 | 마닐로 디 로사 · 이탈리아          |
| 1956 멜버른 자세히       | 크리스티앙 도리올라 · 프랑스  | 잔카를로 베르가미니 · 이탈리아 | 안토니오 스팔리노 · 이탈리아       |
| 1960 로마 자세히         | 빅토르 즈다노비치 · 소련      | 유리 시시킨 · 소련             | 알베르트 악셀로드 · 미국           |
| 1964 도쿄 자세히         | 에곤 프란케 · 폴란드          | 장 클로드 마낭 · 프랑스        | 다니엘 르브누 · 프랑스             |
| 1968 멕시코시티 자세히   | 드림버 이온 · 루마니아        | 커무티 얘뇌 · 헝가리           | 다니엘 르브누 · 프랑스             |
| 1972 뮌헨 자세히         | 빌톨드 보이다 · 폴란드        | 커무티 얘뇌 · 헝가리           | 크리스티앙 노옐 · 프랑스           |
| 1976 몬트리올 자세히     | 파비오 달 초토 · 이탈리아     | 알렉산드르 로만코프 · 소련     | 베르나르 탈바르 · 프랑스           |
| 1980 모스크바 자세히     | 블라디미르 스미르노프 · 소련  | 파스칼 졸리오 · 프랑스         | 알렉산드르 로만코프 · 소련         |
| 1984 로스엔젤레스 자세히 | 마우로 누마 · 이탈리아        | 마티아스 베어 · 서독           | 스테파노 체리오니 · 이탈리아       |
| 1988 서울 자세히         | 스테파노 체리오니 · 이탈리아  | 우도 바그너 · 동독             | 알렉산드르 로만코프 · 소련         |
| 1992 바르셀로나 자세히   | 필리프 옴네 · 프랑스          | 세르히 골루빗츠키 · 연합       | 엘비스 그레고리 · 쿠바             |
| 1996 애틀랜타 자세히     | 알레산드로 푸치니 · 이탈리아  | 리오넬 플룸낼 · 프랑스         | 프랑크 부아댕 · 프랑스             |
| 2000 시드니 자세히       | 김영호 · 대한민국             | 랄프 비스도르프 · 독일         | 드미트리 솁첸코 · 러시아           |
| 2004 아테네 자세히       | 브리스 귀야르 · 프랑스        | 살바토레 산초 · 이탈리아       | 안드레아 카사라 · 이탈리아         |
| 2008 베이징 자세히       | 베냐민 클라이브링크 · 독일    | 오타 유키 · 일본               | 살바토레 산초 · 이탈리아           |
| 2012 런던 자세히         | 레이성 · 중화인민공화국       | 알라엘딘 아부엘카셈 · 이집트   | 최병철 · 대한민국                  |

### 사브르 개인전
| 종목                     | 금                                 | 은                             | 동                                   |
| ------------------------ | ---------------------------------- | ------------------------------ | ------------------------------------ |
| 1896 아테네 자세히       | 이오아니스 게오르기아디스 · 그리스 | 텔레마코스 카라칼로스 · 그리스 | 올게르 닐센 · 덴마크                 |
| 1900 파리 자세히         | 조르주 드 라 팔레즈 · 프랑스       | 레옹 티에보 · 프랑스           | 지그프리트 플레슈 · 오스트리아       |
| 1904 세인트루이스 자세히 | 마누엘 디아스 · 쿠바               | 윌리엄 그리브 · 미국           | 알베르트손 반 소 포스트 · 쿠바       |
| 1908 런던 자세히         | 푸치시 예뇌 · 헝가리               | 줄러브스키 벨러 · 헝가리       | 빌렘 고폴트 폰 롭스도어프 · 보헤미아 |
| 1912 스톡홀름 자세히     | 푸치시 예뇌 · 헝가리               | 베케시 벨러 · 헝가리           | 메사로스 애르빈 · 헝가리             |
| 1920 안트베르펀 자세히   | 네도 나디 · 이탈리아               | 알도 나디 · 이탈리아           | 아드리아뉘스 더 용 · 네덜란드        |
| 1924 파리 자세히         | 포스터 산도르 · 헝가리             | 로제 뒤크레 · 프랑스           | 거러이 야노스 · 헝가리               |
| 1928 암스테르담 자세히   | 테르시탼시키 외된 · 헝가리         | 페쳐우애 어틸러 · 헝가리       | 비노 비니 · 이탈리아                 |
| 1932 로스엔젤레스 자세히 | 필레르 죄르지 · 헝가리             | 줄리오 가우디니 · 이탈리아     | 커보시 엔드레 · 헝가리               |
| 1936 베를린 자세히       | 커보시 엔드레 · 헝가리             | 구스타보 마르치 · 이탈리아     | 게레비치 얼러다르 · 헝가리           |
| 1948 런던 자세히         | 게레비치 얼러다르 · 헝가리         | 빈센초 핀톤 · 이탈리아         | 코바시 팔 · 헝가리                   |
| 1952 헬싱키 자세히       | 코바시 팔 · 헝가리                 | 게레비치 얼러다르 · 헝가리     | 배르첼리 티보르 · 헝가리             |
| 1956 멜버른 자세히       | 카르파티 루돌프 · 헝가리           | 예르지 파브워프스키 · 폴란드   | 레프 쿠즈네초프 · 소련               |
| 1960 로마 자세히         | 카르파티 루돌프 · 헝가리           | 호르바트 졸탄 · 헝가리         | 칼라레세 블라디미로 · 이탈리아       |
| 1964 도쿄 자세히         | 페셔 티보르 · 헝가리               | 클로드 아라보 · 프랑스         | 우마르 마플리카노프 · 소련           |
| 1968 멕시코시티 자세히   | 예르지 파브워프스키 · 폴란드       | 마크 라키타 · 소련             | 페셔 티보르 · 헝가리                 |
| 1972 뮌헨 자세히         | 빅토르 시디아크 · 소련             | 머로트 페터 · 헝가리           | 블라디미르 나즐리모프 · 소련         |
| 1976 몬트리올 자세히     | 빅토르 크로보푸스코프 · 소련       | 블라디미르 나즐리모프 · 소련   | 빅토르 시디아크 · 소련               |
| 1980 모스크바 자세히     | 빅토르 크로보푸스코프 · 소련       | 미하일 부르체프 · 소련         | 게되바리 임레 · 헝가리               |
| 1984 로스앤젤레스 자세히 | 장-프랑수아 라무르 · 프랑스        | 마르코 마린 · 이탈리아         | 피터 웨스트브루크 · 미국             |
| 1988 서울 자세히         | 장-프랑수아 라무르 · 프랑스        | 야누시 올레흐 · 폴란드         | 조반니 스칼초 · 이탈리아             |
| 1992 바르셀로나 자세히   | 서보 벤세 · 헝가리                 | 마르코 마린 · 이탈리아         | 장-프랑수아 라무르 · 프랑스          |
| 1996 애틀랜타 자세히     | 스타니슬라프 포즈냐코프 · 러시아   | 세르게이 샤리코프 · 러시아     | 장-프랑수아 라무르 · 프랑스          |
| 2000 시드니 자세히       | 미하이 코발리우 · 루마니아         | 마티유 구르댕 · 프랑스         | 위라뎃 콧니 · 독일                   |
| 2004 아테네 자세히       | 알도 몬타노 · 이탈리아             | 넴치크 솔트 · 헝가리           | 블라디슬라프 트레디아크 · 우크라이나 |
| 2008 베이징 자세히       | 중만 · 중화인민공화국              | 니콜라 로페 · 프랑스           | 미하이 코발리우 · 루마니아           |
| 2012 런던 자세히         | 실라지 아론 · 헝가리               | 디에고 오키우치 · 이탈리아     | 니콜라이 코발례프 · 러시아           |

## 폐지 종목

### 남자

#### 마스터 플뢰레
| 종목               | 금                           | 은                        | 동   |
| ------------------ | ---------------------------- | ------------------------- | ---- |
| 1896 아테네 자세히 | 레오니다스 피르고스 · 그리스 | 장 모리스 페로네 · 프랑스 | 없음 |

## 같이 보기
- 1906년 중간 올림픽 펜싱